# Vilamòs
Vilamòs (spanisch: Vilamós) ist eine katalanische Gemeinde mit 175 Einwohnern (Stand: 2024) in der Provinz Lleida im Nordosten Spaniens. Sie liegt in der Comarca Val d’Aran. Neben dem Hauptort Vilamòs besteht die Gemeinde aus dem Weiler La Bordeta. 

## Lage
Vilamòs liegt in den Pyrenäen an der französischen Grenze in einer Höhe von ca. 905 m. Die Provinzhauptstadt Lleida liegt etwa 150 Kilometer südlich. Die Garonne durchquert die Gemeinde. Die höchste Erhebung der Gemeinde ist die Bergspitze des Montlude mit 2518 m.

## Bevölkerungsentwicklung
| 1900 | 1930 | 1950 | 1970 | 1981 | 1991 | 2001 | 2011 | 2021 |
| ---- | ---- | ---- | ---- | ---- | ---- | ---- | ---- | ---- |
| 234  | 184  | 190  | 84   | 83   | 110  | 151  | 189  | 164  |

## Sehenswürdigkeiten

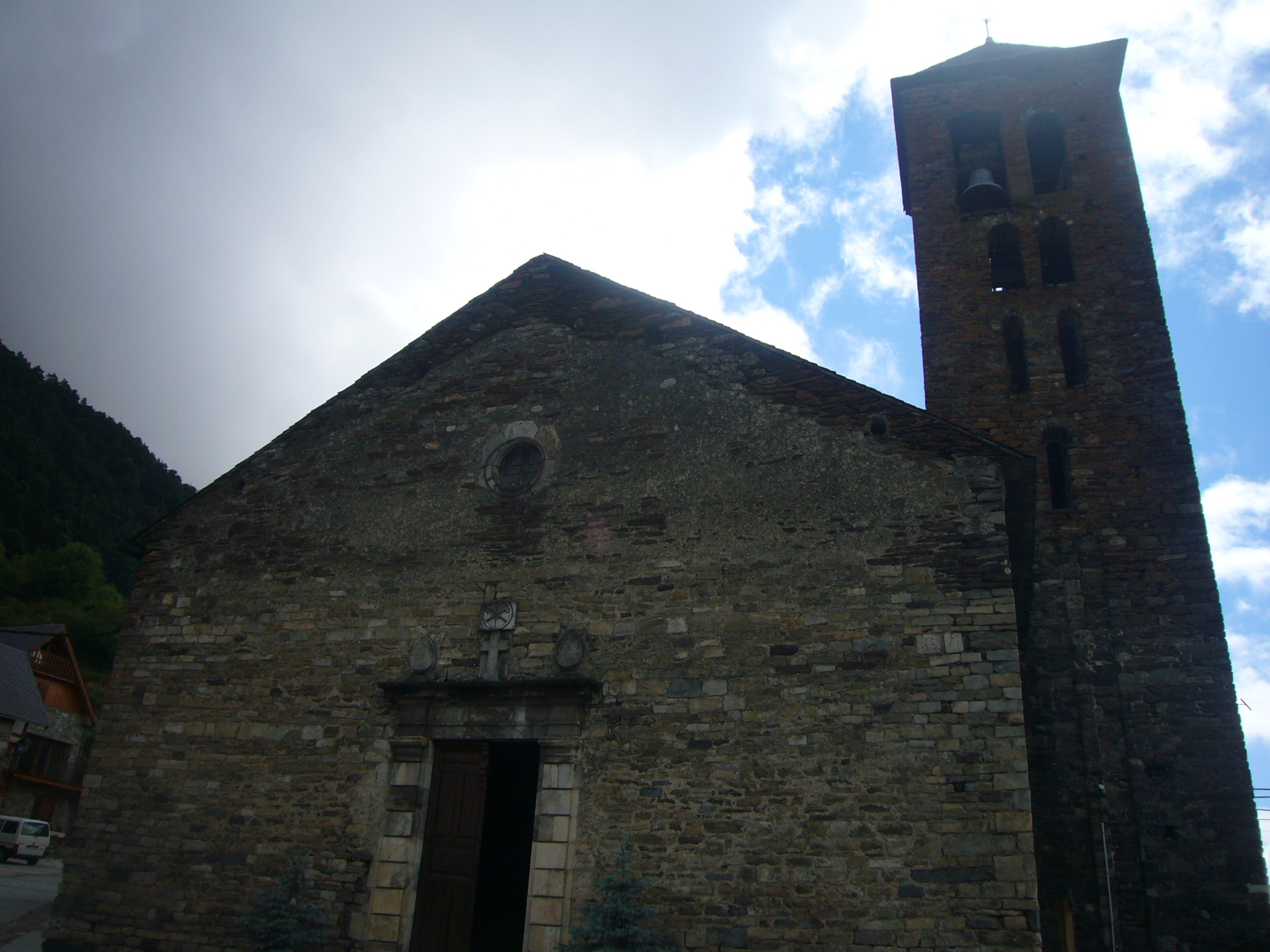
Marienkirche
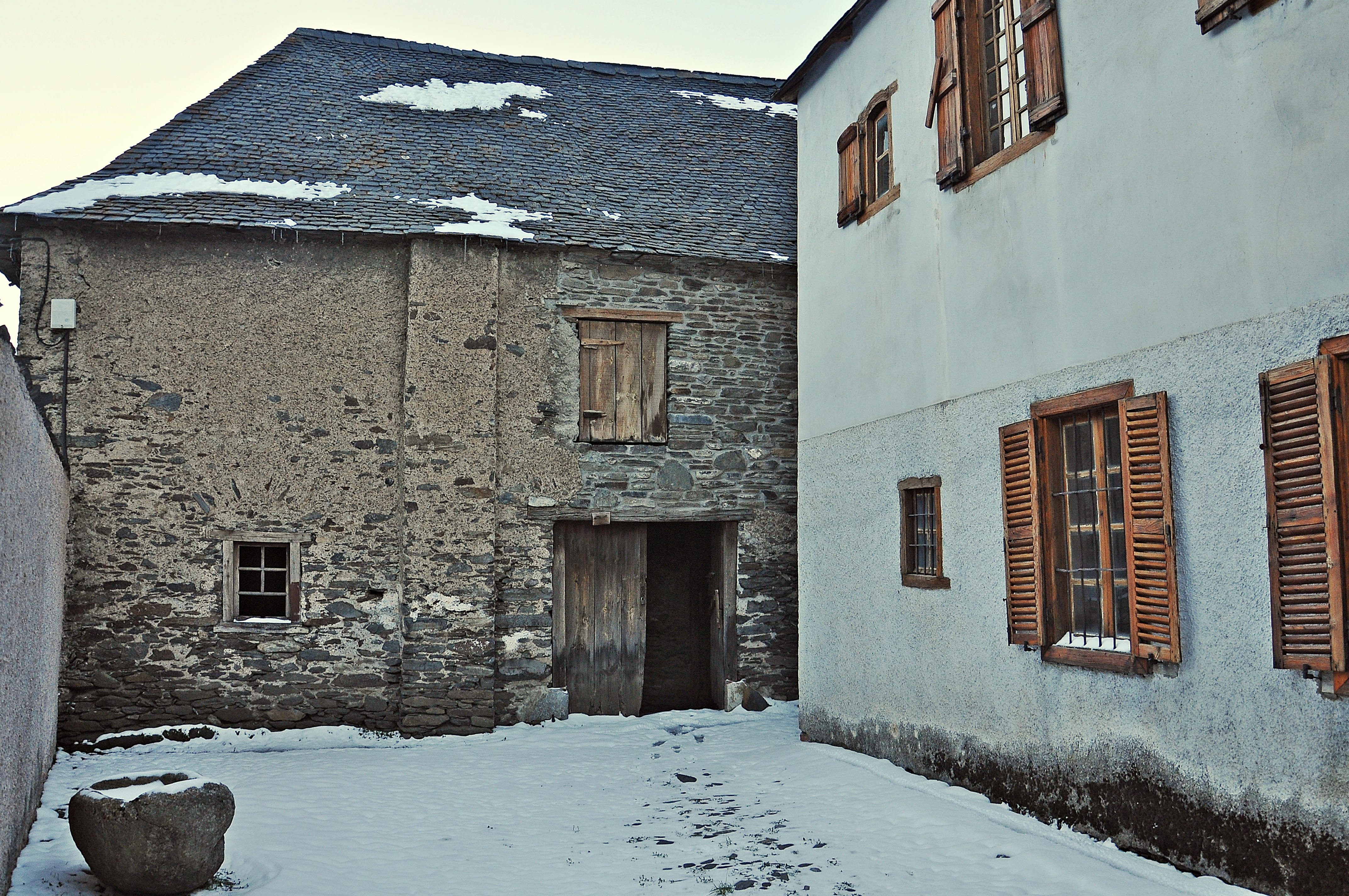
Michaeliskirche
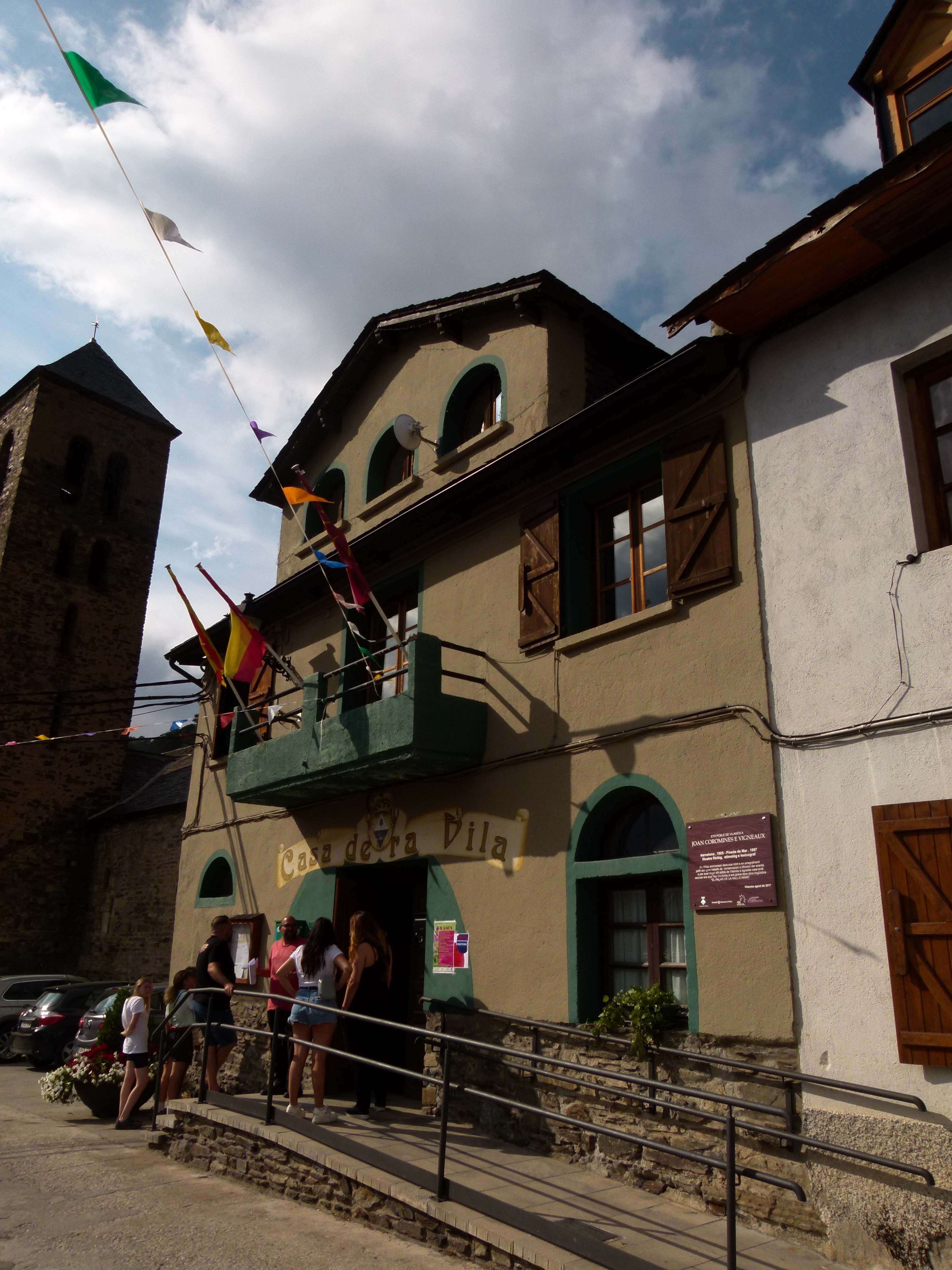
Heimatmuseum (Casa Joanchiquet)

- Marienkirche
- Heimatmuseum
- Rathaus